# Adonis (poet)

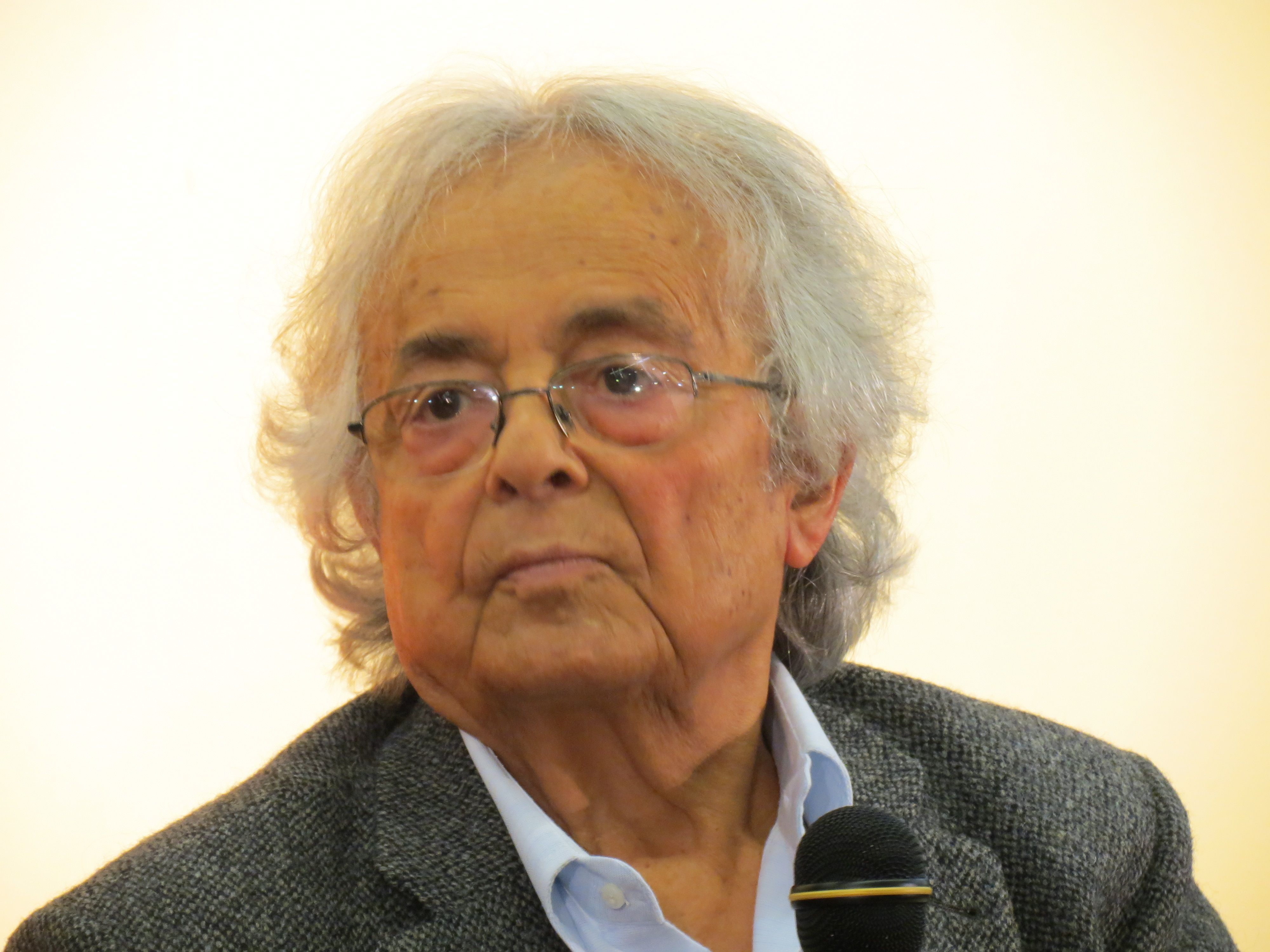
Adonis på bokmässan i Göteborg 2016.

Ali Ahmad Said Esber (arabiska: علي أحمد سعيد إسبر), främst känd under pseudonymen Adonis (ادونيس), född 1 januari 1930 i Qassabin, Syrien, är en arabiskspråkig syrisk poet och essäist. Han har skrivit mer än tjugo böcker på arabiska.

## Biografi
Saids far lät honom tidigt memorera poesi, och han började själv skriva dikter. År 1947 fick han möjligheten att recitera en dikt för den syriske presidenten Shukri al-Kuwatli; vilket ledde till flera stipendier, första på en skola i Latakia och sedan till det syriska universitetet i Damaskus, där han tog examen i filosofi 1954. 
Han fick inte namnet Adonis av Antun Saadeh, ledaren för det radikala pan-syriska Syriska socialnationalistiska partiet, som många tror. Han valde det själv efter att blivit refuserad av flera tidningar under sitt riktiga namn. Said satt sex månader i fängelse 1955 för att ha varit medlem i det partiet. Efter att ha frigivits 1956 bosatte han sig i Beirut, där han och den syrisk-libanesiske poeten Yusuf al-Khal 1957 grundade tidningen Shi'r ("Poesi"). Under denna tid övergav han den syriska nationalismen för panarabism; och blev en mindre politisk författare.
Said var bosatt i Libanon fram till 1985, och doktorerade i Beirut, med en berömd avhandling om Det statiska och det dynamiska i arabisk kultur (1973). Sedan 1985 bor han i exil i Paris.

## Författarskap
I sin diktning är Adonis utpräglat modernist. Han är särskilt påverkad av de franska surrealisterna, men hans lyrik har även referenser till myter och symboler från Mellanösterns mångfaldiga kulturer genom årtusendena. Han betraktas av många kännare som det arabiska språkets allra främste nu levande diktare och har nämnts som en tänkbar nobelpristagare.
Hans mest kända verk, diktcykeln Sånger av Mihyar, från 1961, hålls som en höjdpunkt i nyare arabisk poesi, och i modernistisk poesi över huvud taget. Den blev också hans internationella genombrott.
Ali Ahmad Said är också en betydande litteraturteoretiker. Han har spelat en framträdande roll i arabiskt kulturliv som redaktör först för Shi'r och därefter för Mawaqif ("Ståndpunkter") i Beirut.
2013 tilldelades han Petrarcapriset. Som tack läste han uttrycksfullt en tio minuter lång dikt på arabiska vid prisutdelningen.
2016 tilldelades han Stig Dagermanpriset "för ett författarskap där lidelsen för den arabiska poesin bortom religion och politiska strömningar blottlägger diktkonstens frigörande väsen".